# Crataegus flava
Crataegus flava — вид квіткових рослин із родини трояндових (Rosaceae).

## Біоморфологічна характеристика
Це дерево чи кущ 50–60 дм заввишки. Нові гілочки голі, 1-річні пурпурно-коричневі, старші темно-сірі; колючки на гілочках від прямих до злегка вигнутих, 2-річні пурпурно-коричневі, тонкі, 2–3 см. Листки: ніжки листків 30–45% від довжини пластини, злегка запушені, залозисті; листові пластини ромбо-зворотно-яйцеподібної форми, 5–8 см, основа клиноподібна, частки по 1–3 з боків, верхівки часток від тупих до гострих, краї городчато-пилчасті, нижні поверхні запушені молодими, потім ± голі. Суцвіття 4–6-квіткові. Квітки 16–18 мм у діаметрі; гіпантій голий; чашолистки 4–5 мм; тичинок 13–16; пиляки пурпурні. Яблука тьмяно-помаранчеві, грушоподібно-довгасті, 8–12 мм у діаметрі, голі. Період цвітіння: початок квітня; період плодоношення: вересень і жовтень.

## Ареал
Зростає на південному сході США — Флорида, Джорджія, Південна Кароліна.
Населяє глибокий піщаний ґрунт; на висотах 10–100 метрів.

## Використання
Плоди вживають сирими чи приготованими. М'якуш ароматний, сухий і борошнистий. У Північній Америці його дуже шанують як дикий плід, який збирають для приготування желе.
Хоча конкретних згадок про цей вид не було помічено, плоди і квіти багатьох глоду добре відомі в трав'яній народній медицині як серцевий тонізуючий засіб, і сучасні дослідження підтвердили це використання.
Деревина роду Crataegus, як правило, має хорошу якість, хоча вона часто занадто мала, щоб мати велику цінність.